# Habitatge al carrer Peresall, 10 (Tremp)
L'Habitatge al carrer Peresall, 10 és un edifici de Tremp (Pallars Jussà) protegit com a Bé Cultural d'Interès Local.

## Descripció
L'habitatge, situat al centre del nucli urbà de Tremp limita amb l'antic fossat de la muralla, actual Passeig del Vall.
L'edifici consta d'una construcció de quatre nivells d'alçada, situada entre mitgeres i d'una única crugia. S'emmarca dins la tradició constructiva del segle xix, tot i que les façanes demostren actuacions posteriors. Destaca l'austeritat de la façana principal on s'identifiquen finestres balconeres emmarcades per una volada sobre mènsules geomètriques.
La façana posterior mostra elements més treballats. Destaca el volum de la terrassa emmarcat per una barana de ferro amb relleus geomètrics, l'accés a la planta baixa amb dos arcs de mig punt, un tapiat, amb la decoració de la dovella clau ressortida i la galeria del tercer pis, constituïda per dos arcs rebaixats amb impostes marcades en l'intradós.

## Història
La terrassa existent en la façana posterior de la finca fou construïda a partir de finals del segle xix, quan aparegué la normativa municipal de construcció, que contemplava terraplenar el fossat de l'antiga muralla i aixecar edificis només de planta baixa, per evitar superposar-se en alçat a les construccions existents.